# كلايد كينارد
كلايد كينارد (بالإنجليزية: Clyde Kennard)‏ هو مدافع عن الحقوق المدنية أمريكي، ولد في 12 يونيو 1927 في هاتيسبورغ في الولايات المتحدة، وتوفي في 4 يوليو 1963 في المركز الطبي لجامعة شيكاغو ‏ في الولايات المتحدة.